# Carlos Lanz
Carlos Rafael Lanz Rodríguez (3 de julio de 1946, Upata, estado Bolívar, Venezuela-desaparecido el 8 de agosto de 2020, Maracay, estado Aragua, Venezuela) fue un sociólogo, profesor universitario, ex-guerrillero y activista venezolano militante del chavismo. Perteneció al Partido de la Revolución Venezolana (PRV) y las Fuerzas Armadas de Liberación Nacional (FALN), grupos guerrilleros de izquierda venezolanos. Entre 2005 y 2007 Lanz presidió la empresa Aluminio del Caroní, parte de la Corporación Venezolana de Guayana (CVG).
El 8 de agosto de 2020 desapareció, fue visto por última vez en su casa en Maracay. El 5 de julio de 2022 su esposa, Maxiorisol «Mayi» Cumare, fue detenida por funcionarios de la Dirección General de Contrainteligencia Militar (DGCIM), posteriormente acusada como autora intelectual de su asesinato.

## Biografía
Lanz se graduó con honores en sociología en la Universidad Central de Venezuela. A comienzos de la década de los 60 se unió a varios grupos guerrilleros de izquierda en Venezuela, incluyendo el Partido de la Revolución Venezolana (PRV) y las Fuerzas Armadas de Liberación Nacional (FALN), utilizando seudónimos como «Frank Sánchez» y «Carlos Zárraga», siendo herido por la policía y detenido entre 1970 y 1974 por participar en el asalto a un banco. En 1977 fue arrestado nuevamente como sospechoso de haber participado en el secuestro de William Niehous el año anterior, empresario estadounidense y gerente de Owens-Illinois en Venezuela, y estuvo detenido en el cuartel San Carlos, en Caracas; desde allí escribió el libro «El caso Niehous y la corrupción administrativa». Fue liberado en 1985, cuando se incorporó a la vida civil.
Es fundador del Movimiento Pedagógico Universitario. Entre 2005 y 2007 Lanz presidió la empresa Aluminio del Caroní, parte de la Corporación Venezolana de Guayana (CVG). También se desempeñó como asesor del ministerio para la educación, miembro de la Comisión Promotora Nacional de la Constituyente Educativa y designado como coordinador del programa «Todas las manos a la siembra». Posteriormente, según las periodista Ibéyise Pacheco, supuestamente expresó diferencias con algunas políticas del gobierno venezolano, anunciando que «no iba a digerir» lo que él consideraba «el viraje de Maduro hacia el capitalismo». Poco antes de su desaparición, Carlos Lanz fue protagonista de una marcha de campesinos.
Recibió un doctorado honoris causa conferido por la Universidad Nacional Experimental Rafael María Baralt (UNERMB) a finales de julio de 2022.

## Desaparición
El 8 de agosto de 2020 Carlos Lanz desapareció, siendo visto por última vez en su casa en Maracay, estado Aragua. Su esposa, Mayi Cumare, ha explicado que salió de la casa a las 8:30 a. m., dejando a su esposo durmiendo. Aproximadamente a las 11:30 a. m. su hija salió de su habitación y se percató de que su padre no se encontraba, lo cual le pareció muy extraño a la familia porque Lanz nunca salía de la casa sin notificarlo, y menos durante la pandemia de COVID-19 en el país. Su hijo, Álex Sanz, describe que «Incluso en situaciones tan agudas como el 4 de febrero de 1992 (el golpe de estado encabezado por Hugo Chávez) él dejaba una seña en la casa». Lanz sirvió el desayuno preparado por su esposa y cerró las puertas y rejas como parte de su costumbre. Según su esposa, desapareció con su teléfono móvil, aunque sin el cargador. Al no conocer dónde se encontraba ni recibir respuesta de llamadas, contactaron con amigos y familiares, quienes también desconocían su paradero.
Veinticuatro horas después de su desaparición, su hijo Álex Lanz denunció el hecho en redes sociales, afirmando que fuerzas de seguridad habían empezado su búsqueda. Tres días después de su desaparición, su esposa definió el hecho como una «desaparición forzosa» por motivos políticos, escribiendo para el portal Aporrea. El 28 de agosto, el fiscal general designado por la Asamblea Nacional Constituyente de 2017, Tarek William Saab, anunció que solicitó una circular amarilla a Interpol por la desaparición de Lanz y declaró que el Ministerio Público descartó el secuestro como explicación, afirmando que habían elementos que había salido de casa voluntariamente, el secuestro de Lanz queda descartado, pues hay elementos que demuestran que salió de su vivienda voluntariamente.
El 2 de mayo de 2022, el gobierno venezolano ofreció una recompensa de 4.000.000 de bolívares (casi 900.000 dólares para la época) a cualquiera que pudiera dar información que ayudara a encontrar a Carlos Lanz. El 5 de julio, Mayi Cumare fue detenida, junto a sus dos hijas, por funcionarios de la Dirección General de Contrainteligencia Militar (DGCIM). El 6 de julio de 2022 el fiscal general de Venezuela, Tarek William Saab, aseguró que Lanz fue asesinado por arma de fuego bajo la planificación de su esposa Maxiorisol Cumare, quien fue detenida junto con otras 12 personas más. Asimismo, Saab aseguró que tras la detención de Glenn Castellanos, identificado como pareja extramarital de Cumare, este confesaría elementos clave del crimen. Asimismo, según las explicaciones de Saab, Lanz fue secuestrado y trasladado a una finca en el estado Cojedes, donde posteriormente lo asesinarían con dos disparos en la cabeza, lo desmembrarían y sería dado como alimento a los animales de la finca. Asimismo, Saab condenó que tras la desaparición de Lanz se haya creado un frente de búsqueda donde según Saab «la intención era agredir al Estado venezolano como violador de derechos humanos».

## Vida personal
Lanz estaba casado con Maxiorisol «Mayi» Cumare pero su primer matrimonio fue con Trina Aracelis Manrique de Lanz con quien tuvo dos de sus tres hijos, entre quienes se encuentra Alex Lanz.

## Obras
- El caso Niehous y la corrupción administrativa.